# Fusifilum minus
Fusifilum minus är en sparrisväxtart som först beskrevs av Augusta Vera Duthie, och fick sitt nu gällande namn av Franz Speta. Fusifilum minus ingår i släktet Fusifilum och familjen sparrisväxter. Inga underarter finns listade i Catalogue of Life.